# ジャック・デュフリ
ジャック・デュフリ（Jacques Duphly 1715年1月12日 - 1789年7月15日）はフランスの作曲家、オルガン・クラブサン奏者。
フランスのルーアンに生まれ、フランソワ・ダジャンクールから指導を受け、オルガニストとして活躍した。1742年以降はパリに永住。公式の役職には着くことはなかったがクラヴサン奏者兼教師として高い名声を得た。フランス革命（バスティーユ襲撃）の翌日に死没。生涯を独身で過ごし、財産の大半を30年間仕えた召使に遺したという。
ディフリはクラブサン曲集を4巻（それぞれ1744年、1748年、1756年、1768年）出している。